# Canon EOS 450D
Die Canon EOS 450D (in Japan EOS Kiss X2, in Nordamerika EOS Rebel XSi) ist eine digitale Spiegelreflex-Kamera des japanischen Herstellers Canon, die in Deutschland im April 2008 in den Markt eingeführt wurde.  Sie wird nicht mehr produziert.

## Technische Merkmale
Die Auflösung des CMOS-Bildsensors beträgt 12,2 Megapixel (4272 × 2848). Zur Bildverarbeitung ist die Kamera mit dem DIGIC-III-Prozessor ausgestattet, der eine Farbtiefe von 14 Bit pro Kanal bei der Bildsignalverarbeitung ermöglicht. Serienaufnahmen können mit bis zu 3,5 Bildern pro Sekunde gemacht werden, wobei der interne Pufferspeicher 6 RAW- bzw. 53 Large-JPEG Bilder aufnimmt. Das Display hat eine Diagonale von 3 Zoll und bietet eine Auflösung von 230.000 Pixeln.
Die Kamera bietet eine Livebild-Vorschau, die das Anzeigen des aktuellen Aufnahmebereiches auf dem LCD ermöglicht. Die Belichtungsmethoden wurden um die Spotmessung erweitert. Überdies können mit der Kamera gemachte Bilder in begrenztem Umfang bereits im Gerät bearbeitet werden.
Als erste Kamera des Herstellers verwendet das Gerät ausschließlich Secure Digital-Karten zur Bildspeicherung.